# Bataille de Torrington
Première guerre civile anglaise
Batailles
- Edgehill

1643
- Adwalton Moor
- Newbury (1)

1644
- Marston Moor
- Lostwithiel
- Newbury (2)
- Taunton

1645
- Naseby
- Langport

1646
- Torrington
- Oxford

La bataille de Torrington (16 février 1646) fut une bataille décisive de la Première Guerre civile anglaise qui marqua la fin de la résistance royaliste dans l'ouest du pays. Elle se déroula à Torrington, dans le comté du Devon. 

## Prélude
Après la défaite de Lord Wentworth à Bovey Tracey, Sir Ralph Hopton est nommé commandant royaliste des forces de l’Ouest. Il est accompagné par Wentworth qui commande la cavalerie et Sir Richard Grenville (en) l'infanterie. Cependant, Grenville refuse de reconnaître le commandement de Hopton. Il est alors arrêté pour insubordination et emprisonné au St Michael's Mount. 
L’armée de Hopton, qui ne compte que 2 000 pieds et 3 000 chevaux, avance dans le comté du Devon et occupe Torrington, où ils construisent des ouvrages défensifs. 

## Bataille
L'armée des parlementaires arrivent de l'Est le 16 février 1646 au soir. À la nuit tombée et sous une pluie battante, ils se heurtent aux dragons royalistes. Des combats éclatent également à l'est de Torrington. Le commandant de Roundhead, Sir Thomas Fairfax, décide alors d'attendre le matin pour reconnaître les défenses des royalistes. Cependant, alors qu'il envoie ses dragons tester les défenses royalistes, ceux-ci essuient un feu nourri. Fairfax décide alors de mener plus de troupes à l'attaque, ce qui déclenche un combat général. 
Les combats aux barricades durent deux heures, durant lesquelles les hommes s'affrontent à coup de piques. L'infanterie de Cornouailles finit par céder et se retire dans la ville, où de violents combats se poursuivent. Une étincelle enflamme le magasin royaliste de l'église de Torrington, où étaient stockés 80 barils de poudre à canon. L'explosion a détruit l'église et tue tous les prisonniers détenus. Fairfax lui-même échappe de peu à la mort. 

## Conséquences
L'explosion mit fin à la bataille, les troupes royalistes restantes étant en fuite. 

## Mémorial
L'anniversaire de la bataille est commémoré chaque année en février, avec une procession à la torche et une reconstitution. 

## Dans la fiction
La bataille occupe une place prépondérante dans la conclusion de la fiction historique Simon de Rosemary Sutcliff. 